# Новояковлівська сільська рада
| Новояковлівська сільська рада — колишній орган місцевого самоврядування у Оріхівському районі Запорізької області з адміністративним центром у с. Новояковлівка. Історична дата утворення: в 1921 році. Сільській раді підпорядковані населені пункти: - с. Новояковлівка - с. Запасне - с. Магдалинівка - с. Новобойківське |

## Склад ради
Рада складається з 14 депутатів та голови.

### Керівний склад ради
| ПІБ                          | Основні відомості                                                 | Дата обрання | Дата звільнення |
| ---------------------------- | ----------------------------------------------------------------- | ------------ | --------------- |
| Прокопенко Лариса Георгіївна | Сільський голова, 1963 року народження, освіта, позапартійна      | 26.03.2006   | 31.10.2010      |
| Кравченко Сергій Іванович    | Сільський голова, 1959 року народження, освіта вища, безпартійний | 31.10.2010   |                 |

Примітка: таблиця складена за даними джерела